# Workotrzęsak galaretowaty

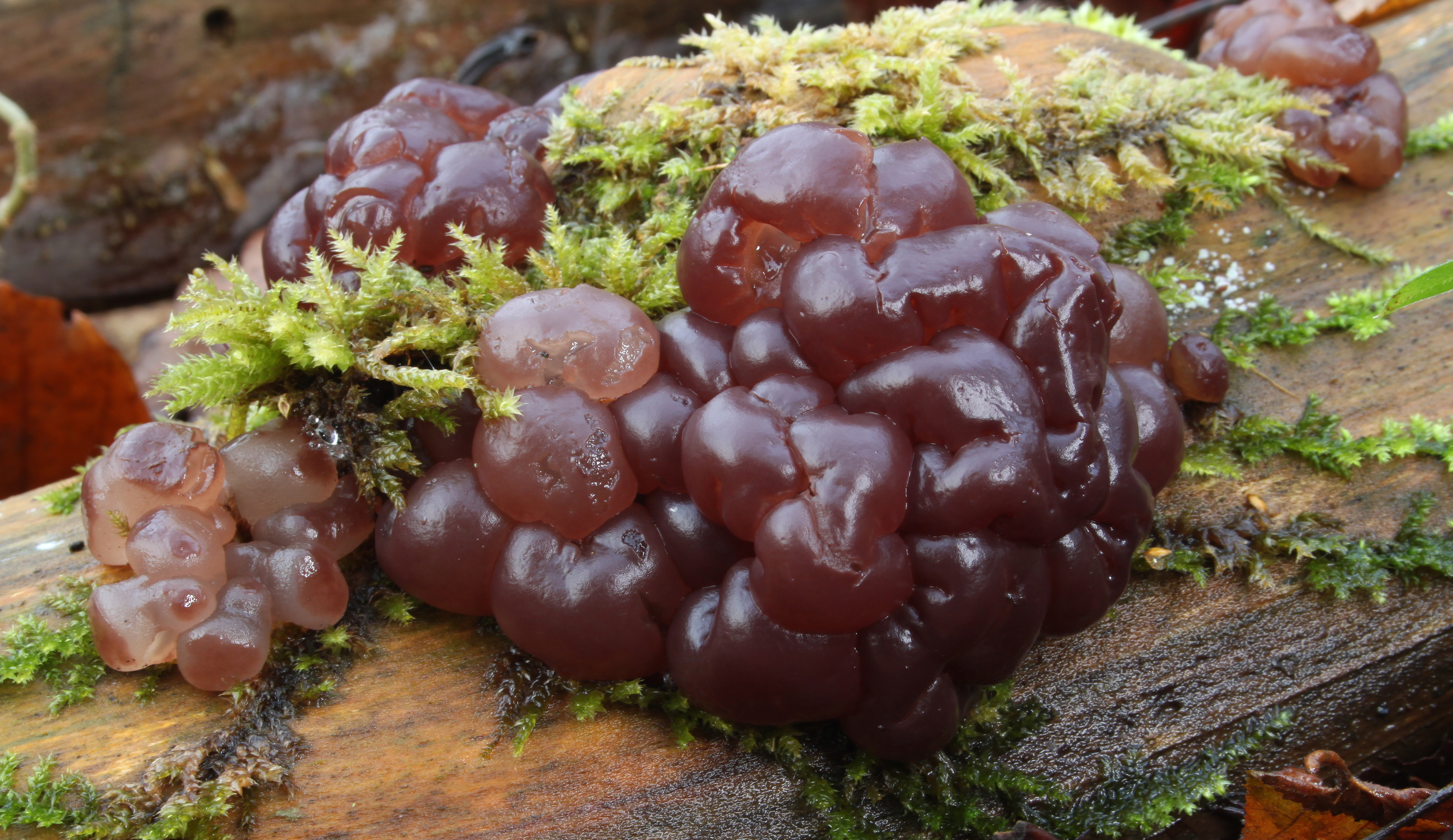

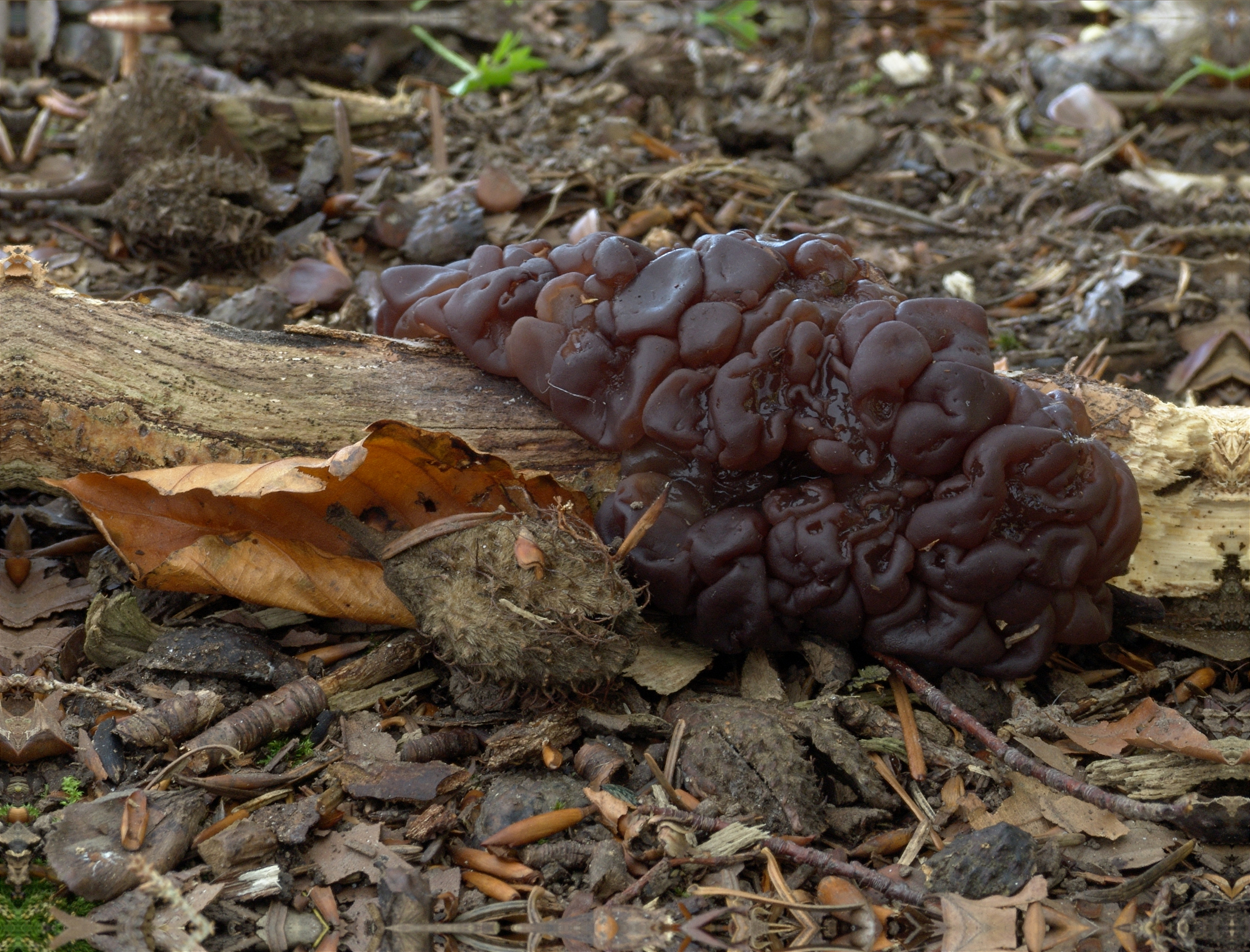

Workotrzęsak galaretowaty (Ascotremella faginea (Peck) Seaver) – gatunek grzybów z rzędu tocznikowców (Helotiales).

## Systematyka i nazewnictwo
Pozycja w klasyfikacji według Index Fungorum: Ascotremella, Gelatinodiscaceae, Helotiales, Leotiomycetidae, Leotiomycetes, Pezizomycotina, Ascomycota, Fungi.
Po raz pierwszy takson ten zdiagnozował w roku 1890 Ch.H. Peck nadając mu nazwę Haematomyces fagineus. Obecną, uznaną przez Index Fungorum nazwę nadał mu w roku 1930 Seaver, przenosząc go do rodzaju Ascocoryne.
Synonimy:
- Haematomyces fagineus Peck 1890
- Neobulgaria faginea (Peck) Raitv. 1963

Nazwa polska według M.A. Chmiel.

## Morfologia
Nieregularnie kulisty, mózgowato pofałdowany i podzielony na płaty, o miąższu galaretowatym. Osiąga rozmiar 2–4 × 1–2 cm. Powierzchnia o barwie od czerwonobrązowej do fioletowobrązowej, matowa, lub nieco lśniąca. Wyglądem przypomina niektóre gatunki z rodzaju Tremella należącego do odległego filogenetycznie typu  podstawczaków.
Cechy mikroskopowe
Całą zewnętrzną powierzchnię owocników zajmuje hymenium. Wytwarzane są w nim 8–zarodnikowe worki. Zarodniki bezbarwne, wysmukłe, elipsoidalne, wewnątrz z dwoma gutulami. Na powierzchni posiadają podłużne listewki. Wymiary: 8,5–10 × 4–4,5 μm.

## Występowanie
Najwięcej stanowisk zanotowano w Ameryce Północnej i Europie. Ponadto opisano występowanie tego gatunku na Ziemi Ognistej w Argentynie i na Nowej Zelandii. W Europie jest rzadki. W Polsce również jest rzadki. Znajduje się na Czerwonej liście roślin i grzybów Polski. Ma status V – gatunek narażony na wymarcie.
Występuje w lasach, na korze lub drewnie martwych drzew, głównie bukowych.

## Gatunki podobne
W Europie jest kilka podobnych gatunków, m.in. galaretnica mięsista (Ascocoryne sarcoides).
- Trzęsak listkowaty (Tremella faginea). Również galaretowaty i o podobnej barwie, ale bardziej listkowaty.
- Galaretówka przejrzysta (Neobulgaria pura). Również galaretowata i występuje na bukach, ale złożona jest z bardziej masywnych i oddzielnych osobników.
- Galaretnica mięsista (Ascocoryne sarcoides). Ma galaretowate, ale drobniejsze i bardziej różowe owocniki.